# Mud Slide Slim and the Blue Horizon
Mud Slide Slim and the Blue Horizon, amerikanske James Taylors tredje soloalbum, utgivet i april 1971 på skivbolaget Warner Brothers och det är producerat av Peter Asher.
Albumet innehåller Taylors största hit You've Got a Friend som skrevs av Carole King och ursprungligen fanns med på hennes album Tapestry som gavs ut månaden före Taylors version. Taylor vann en Grammy 1972 för bästa manliga sångare för You've Got a Friend.
Albumet nådde Billboard-listans 2:a plats.
På englandslistan nådde albumet 4:e plats.

## Låtlista
Singelplacering i Billboard inom parentes. Placering i England=UK 
1. Love Has Brought Me Around – 2:41
2. You've Got a Friend (Carole King) – 4:29 (#1, UK #4)
3. Places in My Past – 2:01
4. Riding on a Railroad – 2:41
5. Soldiers – 1:13
6. Mud Slide Slim – 5:20
7. Hey Mister, That's Me up on the Jukebox – 3:46
8. You Can Close Your Eyes – 2:31
9. Machine Gun Kelly (Danny Kortchmar) – 2:37
10. Long Ago and Far Away – 2:20 (#31)
11. Let Me Ride – 2:42
12. Highway Song – 3:51
13. Isn't It Nice to Be Home Again – 0:55

Förutom där annat anges är samtliga låtar skrivna av James Taylor.